# 亨利四世 (羅伊斯-科斯特利茨)
亨利四世（德語：Heinrich IV.，1821年4月26日—1894年7月25日），羅伊斯-科斯特利茨親王，1878年至1894年在位。
他是羅伊斯-科斯特利茨中支伯爵亨利六十三世的長子，妹妹是梅克倫堡-施威林大公腓特烈·法蘭茲二世的妻子奧古斯塔。1878年羅伊斯-科斯特利茨長支絕嗣，亨利繼承遠房堂伯父亨利六十九世成為羅伊斯-科斯特利茨親王。

## 家庭
1854年，亨利與羅伊斯-格賴茨親王亨利十九世的女兒路易絲·卡羅琳結婚，兩人共有1子3女：
- 亨利二十四世（1855年—1910年），浪漫主義音樂作曲家
- 艾蕾諾爾（1860年—1917年），保加利亞沙皇斐迪南一世的第二任妻子
- 海倫（1864年—1876年），早逝
- 伊莉莎白（1865年—1937年）